# 8937 Gassan
A 8937 Gassan (ideiglenes jelöléssel 1997 AK19) a Naprendszer kisbolygóövében található aszteroida. T. Okuni fedezte fel 1997. január 13-án.